# Qwt
Qwt (ou Qt Widgets for Technical Applications) est un set de widgets pour Qt, de composants GUI et de classes principalement utiles pour des programmes techniques.